# Izrazito dobre priče
Izrazito dobre priče je dvanaesta po redu knjiga književnika Perice Jokića, objavljena u izdanju „Alme“ iz Beograda, 2017. godine.

## Struktura knjige
Knjigu Izrazito dobre priče sačinjavaju 203 priče odabrane iz tri knjige Perice Jokića. Iz prve knjige Iskustva Roberta Nimanija (2014) zastupljena je 81 priča, iz knjige Ogledi Roberta Nimanija (2015), 83 priče, dok je iz nedovršene rukopisne knjige Saznanja Roberta Nimanija odabrano 39 priča. Izrazito dobre priče ilustrovane su sa 61 ilustracijom koje je uradio autor knjige, Perica Jokić.

## Selekcija i naslov
Selekciju priča iz Jokićeve trilogije, koju sačinjavaju Iskustva, Ogledi i Saznanja Roberta Nimanija napravio je Milan Beštić, poznati srpski pisac aforizama i kratkih priča. On je i kumovao naslovu knjige.

## Jezik i kompozicija
Milan Beštić, u slučaju Jokićevih priča, posebno je skrenuo pažnju na njihova dva bitna svojstva, a to su njihov jezik („leksika iz dnevne jezičke prakse“) i kompozicija (obrti koji, po Beštićevom uverenju, iznenađuju i njihovog tvorca).

## Nimanijevski ciklus
"Treba istaći to da su priče iz ove knjige objedinjene svojim pripadanjem nimanijevskom ciklusu Perice Jokića i da su vezane za književno-socijalni eksperiment koji je na društvenoj mreži Fejsbuk sproveo ovaj autor. Riječ je o performansu kojim su otvorena pitanja da li je moguće da se dotad anonimni autor, u vremenu mas-medija, afirmiše isključivo snagom vlastitog pera. Slučaj Roberta Nimanija pokazao je da itekako jeste i vratio vjeru u snagu riječi, umjetničke pogotovo. Na tome svi mi koji smo na bilo koji način poslenici pisane riječi dugujemo zahvalnost Perici Jokiću." (Bojan Rajević, iz recenzije)

## Alogičnosti i apsurd
"Priče Perice Jokića počinju sasvim alogičnim situacijama i on se u nastavku ponaša, tačnije njegov pripovjedač, kao da je sve u redu i mi kao čitaoci prinuđeni smo da to tako primimo. U kratkim pričama Perice Jokića izokrenutost se često pojavljuje kao svojstvo slike svijeta. Atmosfera u ovim pričama u potpunosti je kafkijanska: na neobičan poredak u svijetu, reaguje se bez uzbuđenja, na haos se gleda kao na redovno stanje. Iščašenost u svijetu Jokićevih priča nije potpuna. Svijet je iščašen tek toliko da se postave pitanja o ustrojstvu ostatka svijeta. Jokić je u Izrazito dobrim pričama ispitao mogućnosti i nemogućnosti kratke priče, iskušao granice ovog žanra, i, u konačnom, svakako, ponudio jednu novu mogućnost pisanja ovakvih tekstova, koji čitaocu garantuju beskrajno zadovoljstvo u tekstu, čak i onda kada nas pisac ostavlja bez teksta, bilo u prenesenom ili, čak, doslovnom značenju, kakva je Prazna priča." (Bojan Rajević)

## Nagrada Tipar
Knjiga Izrazito dobre priče dobila je nagradu Tipar za najbolju humorističko-satiričnu knjigu u 2017. Nagrada u ovoj kategoriji dodeljuje se svake godine u Pljevljima na manifestaciji Dani humora i satire "Vuko Bezarević", koja se ove, 2018.godine, održava po XXXII put.

## Preporuke
- Izrazito dobre priče - Perica Jokić (Književni pregled br.14, jul-septembrar 2017, "Alma", Beograd)[9]
- Sa promocije knjige na Beogradskom sajmu 28. oktobra 2017.[10]
- Nađite knjigu u knjižari[11]